# Assurdismo
L'assurdismo o filosofia dell'assurdo è un concetto filosofico che si riferisce al conflitto che avviene fra la tendenza dell'uomo di cercare valori e significati intrinseci nella vita, e la sua incapacità di trovarli con assoluta certezza. L'universo e la mente umana non causano ciascuno separatamente l'Assurdo; piuttosto, esso nasce dalla natura contraddittoria dei due esistenti simultaneamente. Il teorico francese Albert Camus sosteneva che gli individui dovrebbero abbracciare la condizione assurda dell'esistenza umana.

## Storia
L'assurdismo getta le sue radici nel pensiero esistenzialista del filosofo danese del XIX secolo Søren Kierkegaard, che descrisse il modo in cui gli esseri umani affrontano la crisi generata dall'Assurdo. In Francia, le devastazioni della seconda guerra mondiale e il contesto sociale che si erano venuti a creare, permisero all'assurdismo di attecchire. Camus formulò il pensiero assurdista ne Il mito di Sisifo, ove rifiuta alcuni concetti del pensiero di Kierkegaard.